# Ed Logg
Ed Logg (Seattle, 1948) è un autore di videogiochi statunitense, che ha lavorato per Atari e per Atari Games.
È famoso per aver realizzato (da solo o con altri programmatori) famosi videogiochi arcade  degli anni settanta ed anni ottanta.

## Biografia
Durante gli anni in cui lavorò come programmatore in Atari legò il suo nome ad arcade di successo quali Birt Bike, Super Breakout, Video Pinball, Asteroids (realizzato da un'idea di Lyle Rains), Centipede (elaborato con Dona Bailey) e il suo sequel Millipede.
Nel 1984, quando Atari fu divisa, restò nei ranghi di Atari Games, dove realizzò altri giochi di grande notorietà come le serie Gauntlet e  San Francisco Rush: Extreme Racing, oltre che titoli quali Xybots, Steel Talons e Space Lords.
Logg si dedicò anche ai giochi per le console: per l'Atari 2600 realizzò una versione di Othello mentre per il Nintendo Entertainment System scrisse la più famosa delle due versioni di Tetris allora disponibili per quel sistema, edita da Tengen.
Dal 1996 Logg lavorò a Midway Games dove restò fino alla chiusura della società convertendo giochi come San Francisco Rush: Extreme Racing e Gauntlet per le console domestiche.
Attualmente vive a Los Altos (California).